# Laosz vasúti közlekedése
Laosz vasúthálózatának hossza 434 km, 1435 mm nyomtávú. A hálózat régebbi vonalai 1000 mm-es nyomtávolságúak, amely a Thai–lao barátság hídon át köti össze az ország fővárosát Thaifölddel. A hídon közúti közlekedés is zajlik. Az építkezés 2007. január 19-én kezdődött el. Az első próbavonat 2008. július 4-én haladt át a hídon, a menetrend szerinti forgalom pedig 2009. március 5-én indult meg.
A vasúthálózatot a State Railway of Thailand üzemelteti. Egy új vasúti kapcsolat épült Vietnám felé, és a jelenlegi vonal 12 km-es meghosszabbítása Vientián felé.
2021. december 3-án átadásra került a Vientiánt Kunming dél-kínai nagyvárossal összekötő vasútvonal. Az 5,9 milliárd dolláros beruházás 2016-ban kezdődött, az 1035 kilométeres villamosított vasútvonalon 75 alagutat és 167 hidat építettek a kínaiak.

## Vasúti kapcsolata más országokkal

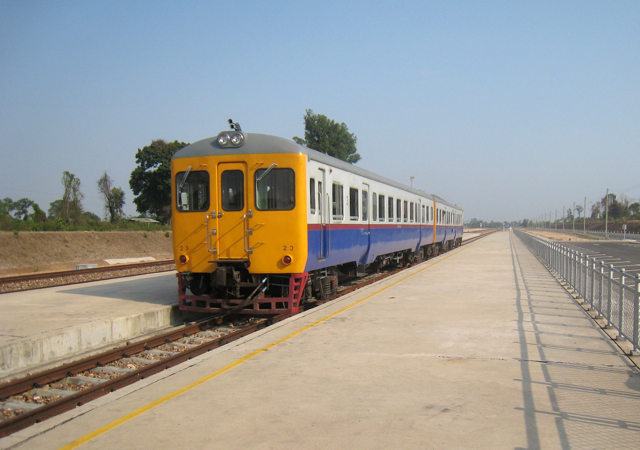
A Laosz-Thaiföld között közlekedő dízel motorvonat

- Thaiföld – van, a Thai–lao barátság hídon keresztül
- Vietnám – nincs, tervezés alatt
- Kína – van, azonos nyomtávolság
- Mianmar – nincs
- Kambodzsa – nincs